# Turn Loose the Swans
Turn Loose the Swans è il secondo album in studio del gruppo musicale britannico My Dying Bride, pubblicato l'11 ottobre 1993 dalla Peaceville Records.

## Il disco
Turn Loose the Swans segna una radicale modifica musicale del gruppo rispetto al precedente lavoro As the Flower Withers. Il violino di Martin Powell si è maggiormente integrato al sound generale della band e il cantante Aaron Stainthorpe mischia parti death metal con altre parlate o con voce pulita.
Turn Loose the Swans è considerato uno degli album più rappresentativi del genere death doom metal, grazie anche ai testi di Aaron Stainthorpe più vicini allo stile doom, rispetto a quelli dei lavori precedenti.

## Tracce
1. Sear Me MCMXCIII – 7:21
2. Your River – 9:24
3. The Songless Bird – 7:00
4. The Snow in My Hand – 7:08
5. The Crown of Sympathy – 12:15
6. Turn Loose the Swans – 10:08
7. Black God – 4:52

### Bonus tracks della riedizione in digipack
1. Le Cerf malade – 6:31
2. Transcending (into the Exquisite) – 8:39
3. Your Shameful Heaven (live) – 5:56

## Formazione
Gruppo
- Aaron Stainthorpe - voce
- Andrew Craighan - chitarra
- Calvin Robertshaw - chitarra
- Adrian Jackson - basso
- Rick Miah - batteria
- Martin Powell - violino

Altri musicisti
- Zena - voce femminile in Black God